# Pernilla Tunberger
Märta Pernilla Elisabet Gotthardsdotter Tunberger, född Zätterström den 20 december 1912 i Oscars församling i Stockholm, död 9 mars 1986, var en svensk kokboksförfattare, på senare år bosatt i Paris. Hon var även journalist på Dagens Nyheter från 1937 till sin pensionering 1974.

## Biografi
Pernilla Tunberger var dotter till grosshandlaren Gotthard Zätterström och hans andra hustru matskribenten Märta Zätterström, född Traung, samt systerdotter till Olof Traung. Hon växte delvis upp i Frankrike. Så småningom genomgick hon Jenny Åkerströms hushållsskola i Stockholm.
Hon skrev under signaturen Pernilla och inte bara artiklar med matrecept, hon granskade kritiskt allt som har med mat att göra: livsmedelsindustrin, transporter, försäljningen av maten och så vidare. Ibland drev hon regelrätta kampanjer vilka ofta gav förstasidesrubriker i tidningen. En av dessa kampanjer resulterade i en lag, populärt kallad Lex Pernilla som innebär att alla förpackningar av livsmedel märks med förpackningsdatum och bäst-före-dag.
Bruno Mathsson namngav sin fåtölj "Pernilla" efter henne sedan hon gjort en intervju med honom i Dagens Nyheter 1943. 
Hon tilldelades som första kvinna Stora journalistpriset i kategorin Dagspress 1970. Hon utgav många uppskattade kokböcker, såväl som andra böcker.
Hon var gift med direktör Gullmar Bergenström 1934–1942 och med redaktör Karl Axel Tunberger 1943–1964. Hon var mor till kokboksförfattaren Anna Bergenström och journalisten Johan Tunberger samt mormor till manusförfattaren Pernilla Oljelund.